# Italo Calvino
Italo Giovanni Calvino Mameli (Santiago de Las Vegas, 1923. október 15. – Siena, 1985. szeptember 19.) olasz író, újságíró. Szürreális, egyéni szemléletű, felnőtteknek szóló meseregényei népszerűek voltak, és sok nyelven jelentek meg.

## Élete
Egy Havanna melletti faluban, olasz szülőktől született, 1923-ban. Apja, Giacomo Calvino, becenevén Mario, ligúriai származású agronómus, anyja, a szárd gyökerekkel rendelkező Eva Mameli botanikus volt, aki természettudományos egyetemi tisztségeket töltött be kivándorlásuk előtt Paviában és Sassariban. Trópusi botanikuskertet irányítottak Kubában. Miután 1925-ben egy hurrikán romba döntötte bungalójukat, rövid Santiago de Cuba-i tartózkodás után, a család 1926-ban repatriált. 
Calvino ifjúkorát apja szülővárosában, Sanremóban töltötte, a második világháború alatt ellenállóként harcolt a partizánmozgalomban. Tagja lett az Olasz Kommunista Pártnak is, a l'Unità című lapjába rendszeresen írt 1946–47-ben. Az 1956-os poznańi munkásfelkelés és a Szovjet Hadsereg budapesti bevonulása és a megtorlások miatti kiábrándultságában kilépett a pártból.

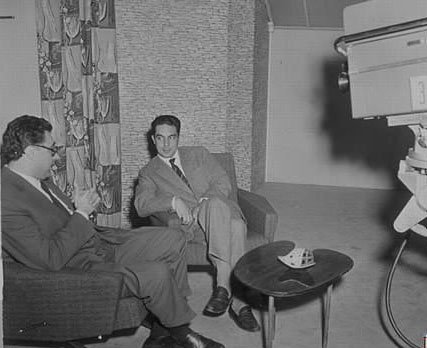
Italo Calvino és Luigi Silori a RAI stúdiójában, 1958

## Művei
- Il sentiero dei nidi di ragno, 1947 – (A pókfészkek ösvénye)[1]
- I figli poltroni, 1948 (Lajhárkölykök)
- Ultimo viene il corvo, 1949 (Végül arra száll egy holló)
- I giovani del Po, 1951 (A Pó fiataljai)
- Taccuini di viaggio in URSS di Italo Calvino, 1951 (Útinaplója a Szovjetunióban)
- Il visconte dimezzato, 1952 (A kettészelt őrgróf)
- La formica argentina, 1952 (Argentin hangya)
- L'entrata in guerra, 1954 (Belépés a háborúba)
- Fiabe Italiane, 1956 (Olasz mesék; 100 év szerkesztése, itáliai dialektusokból olaszra fordítva)
- La panchina, 1956 (A kispad, egyfelvonásos opera, Sergio Liberovici zenéjére)
- La gran bonaccia delle Antille, 1957 (Nagy szélcsend az Antillákon)
- Il barone rampante, 1957 (A famászó báró)
- I racconti, 1958 (Elbeszélések)
- Il cavaliere inesistente, 1959 (A nemlétező lovag)
- I nostri antenati, 1960 (Eleink)[Három regénye egy kötetben: A nemlétező lovag, A kettészelt őrgróf, A famászó báró]
- La speculazione edilizia, 1963 (Építési spekuláció)
- La giornata d'uno scrutatore, 1963 (A szavazatszedő egy napja)
- Marcovaldo ovvero le stagioni in città, 1963 (Marcovaldo, vagyis városi évszakok)
- La nuvola di smog, 1965 (Szmogfelhő)
- Cosmicomiche, 1965 – (Kozmikomédia 1972)
- Ti con zero, 1967 (Té nullával)[2]
- Appunti sulla narrativa come processo combinatorio, 1967 (Megjegyzések a koncepciós per tényállásáról)
- La memoria del mondo e altre storie cosmicomiche, 1968 (A világ emlékezete és más kozmikomédiák)
- Il castello dei destini incrociati, 1969 (Az egymást keresztező sorsok kastélya)
- Tarocchi. Il mazzo visconteo di Bergamo e New York, 1969 (Tarokk-kártyalapok. Visconti bergamói és New York-i csokora)
- Gli amori difficili, 1970 (Nehéz szerelmek)
- Orlando furioso, di Ludovico Ariosto raccontato da Italo Calvino con una scelta del poema, 1970 (Ludovico Ariosto Őrjöngő Lorándja válogatott elbeszélő költeményekkel elmesélve)
- Le città invisibili, 1972 (Láthatatlan városok)
- Il castello dei destini incrociati, 1973 (A keresztezett sorsok vára)
- Autobiografia di uno spettatore, in Federico Fellini, Quattro film. I vitelloni, La dolce vita, 8 1/2, Giulietta degli spiriti, 1974 (Egy néző önéletrajza Fellini négy filmjében: A bikaborjakban, Az édes életben, a 8 és félben és a Júlia és a szellemekben)
- A Hold-leányok, elbeszélő kötet, magyarul, 1978[3]
- Se una notte d'inverno un viaggiatore, 1979 (Ha egy téli éjszakán egy utazó)
- La vera storia, due atti di, Milano, Edizioni del Teatro alla Scala, 1982. Su musica di Luciano Berio (Igaz történet, kétfelvonásos opera Luciano Berio zenéjére, Milánó, Teatro alla Scala kiadó)
- Palomar, 1983 (Palomar úr)
- Cosmicomiche vecchie e nuove, 1984 (Régi és új kozmikomédiák)

## Életében publikált értekezései
- La tradizione popolare nelle fiabe, in Storia d'Italia, vol.5 – tomo 2: I documenti (1973) (A mesék népi hagyományai Itália történelmében, 5. kötet, 2. rész: Dokumentumok)
- Una pietra sopra. Discorsi di letteratura e società, 1980 (Kő fölülre. Beszélyek irodalomról és társadalomról)
- Collezione di sabbia, 1984 (Homokgyűjtemény)

## Posztumusz megjelent művei
- Sotto il sole giaguaro, 1986 (A jaguár napja alatt)
- Lezioni americane. Sei proposte per il prossimo millennio, 1988 (Amerikai leckék. Hat javaslat a következő évezredre)
- Sulla fiaba (1988) (A meséről)
- La strada di San Giovanni (1990) (Szent János útja)
- Perché leggere i classici (1991) (Miért olvassunk klasszikusokat)
- Prima che tu dica 'pronto', 1993 (Mielőtt azt mondanád 'halló!')
- Eremita a Parigi (1994) (Párizsi remete)
- Mondo scritto e mondo non scritto (2002) (Írott és íratlan világ)
- Il libro dei risvolti (2003) (Fülszövegek könyve)

## A gondozásában megjelent művek
- Rivista "Il Menabò" (1959-66) (Il Menabò – folyóirat)
- Cesare Pavese, Poesie edite e inedite, 1962 (Cesare Pavese, kiadott és kiadatlan költemények)
- Cesare Pavese, Lettere 1945-50 (1966) (Cesare Pavese, levelek)
- Charles Fourier, Teoria dei quattro movimenti. Il nuovo mondo amoroso (1971) (A négy mozgalom eszméje. Új szerelmes világ)
- Collana "Centopagine", (1971-85) (Százoldalas sorozat)
- Silvina Ocampo, Porfiria, 1973
- Tommaso Landolfi, Le più belle pagine scelte, 1982 (Tommaso Landolfi, legszebb válogatott oldalak)
- Racconti fantastici dell'Ottocento, 2 volumi, 1983 (Fantasztikus elbeszélések a 19. századból, 2 kötetben)

## Levelezése
- I libri degli altri, lettere (1947-1981)(A mások könyvei, levelek 1947-1981), 1991
- Italo Calvino, Levelek (1940-1985), 2001

## Dalok, Sergio Liberovici zenéjével
- Dove vola l'avvoltoio? (Hová száll a keselyű?)
- Il padrone del mondo (A Világ Atyja)
- Oltre il ponte (A hídon túl)
- Canzone triste (Szomorú dal)
- Il sentiero (Az ösvény)

## Magyarul
- A pókfészkek ösvénye; ford. Nemeskürty István; Zrínyi, Budapest, 1957
- Végül arra száll egy holló. Novellák; ford., utószó Nemeskürty István; Zrínyi, Budapest, 1959
- A kettészelt őrgróf; ford. Telegdi Polgár István; Európa, Budapest, 1960
- Olasz népmesék; feldolg. Italo Calvino, vál., ford., utószó Telegdi Polgár István; Magyar Helikon, Budapest, 1961 (A Fiabe italiane c. mű alapján)
- Az aranyszájú számadó. Olasz népmesék; ford. Lőrinczi László; Ifjúsági, Bukarest, 1963
- Eleink / A famászó báró / A kettészelt őrgróf / A nemlétező lovag; ford., utószó Telegdi Polgár István; Európa, Budapest, 1964
- Kozmikomédia; ford., életrajz Székely Sándor, utószó Károlyházy Frigyes; Egyetemi Ny., Budapest, 1972 (Kozmosz fantasztikus könyvek)
- A Hold-leányok. Elbeszélések; ford. Barna Imre, Nemeskürty István, Telegdi Polgár István, vál. Telegdi Polgár István; Európa, Budapest, 1978 (Európa zsebkönyvek)
- Láthatatlan városok. Tudományos fantasztikus regény; ford., tan. Karsai Lucia; Kozmosz Könyvek, Budapest, 1981 (Kozmosz fantasztikus könyvek)
- A hold távolsága; ford. Székely Sándor, terv., ill. Molnár Tamás; Magyar Iparművészeti Főiskola, Budapest, 1983
- Ha egy téli éjszakán egy utazó. Regény; ford., utószó Telegdi Polgár István; Európa, Budapest, 1985 (Modern könyvtár)
- A famászó báró kalandjai; ford. Telegdi Polgár István; Móra, Budapest, 1986
- Amerikai előadások. Hat feljegyzés az elkövetkező évezred számára; ford. Szénási Ferenc; Európa, Budapest, 1998 (Mérleg)
- Palomar; ford. Szénási Ferenc; Noran, Budapest, 1999 (Leonardo könyvek)
- Marcovaldo avagy A városi évszakok; ford. Balkó Ágnes, Telegdi Polgár István; Nagyvilág, Budapest, 2000
- Az egymást keresztező sorsok kastélya; ford. Szénási Ferenc; Európa, Budapest, 2000
- A Nap lánya. Olasz népmesék Italo Calvino feldolgozásában; vál. Szénási Ferenc, ford. Szénási Ferenc, Telegdi Polgár István; Európa, Budapest, 2006
- Komikozmosz; ford. Szénási Ferenc, Telegdi Polgár István; Európa, Budapest, 2013